# OnderWaterSafari
OnderWaterSafari is een trackless darkride in het Natuurmuseum Fryslân te Leeuwarden.
Doordat er in het museum meer ruimte vrijkwam, werd besloten om de vaste tentoonstelling Friesland onder Water te vervangen voor een modernere variant. In het najaar van 2016 sloot Friesland onder Water vergoed de deuren, waarna direct begonnen werd met bouwen van de trackless darkride. Het museum had de bouw echter onderschat, waardoor de bouw vertraging opliep en ontwerpen aangepast moesten worden. Uiteindelijk opende de OnderWaterSafari op 21 september 2018 voor bezoekers. De attractie kent geen reguliere wachtrij. Er dient van tevoren een ticket met tijdslot aangeschaft te worden. Dit vanwege de capaciteit van de darkride.
De rit in de darkride start op de begane grond met een voorshow. De voorshow vindt plaats in een ruimte die gedecoreerd is als vissershut. Via de ramen van de hut kijkt met een Fries panoramalandschap. Hier is een winters landschap afgebeeld waarin diverse opgezette dieren zich rondom een bevroren sloot bevinden. Na de voorshow volgt de rit in de trackless darkride. Deze bevindt zich in de kelder van het gebouw, onder het centrale plein in het museum. De voertuigen leggen een traject af, waarbij het leven onder water in Friesland getoond wordt. In het laatste gedeelte staat het decor in het teken van de Waddenzee.
Het educatieve doel van de attractie is om bezoekers een idee te geven wat er zich in de sloten, meren en zeeën van Friesland afspeelt. Ook het gevolg van menselijk gedrag wordt getoond zoals fiets- en autowrakken en plastic afval.
Delen van de rit worden door de bekende stemacteur Ilari Hoevenaars begeleidt.